# Научник
Научник, односно научница је, у ширем смислу, особа која учествује у систематској активности да постигне знање. У ужем смислу, научник је појединац који се служи научним методом. Особа може бити стручњак у једној или више области науке. Овај чланак се фокусира на ужи смисао речи. Научници истражује с циљем свеобухватнијег разумевања природе, укључујући физичке, математичке и друштвене сфере. Филозофија може да се схвати као одвојена активност, која циља свеобухватнијем разумевању недодирљивих аспеката стварности и искуства који не могу бити физички измерени. Научници се такође разликују од инжењера, оних који дизајнирају, граде и одржавају уређаје за одређене ситуације. Када наука има за циљ постизање одређене користи, назива се примењена наука. Примењени научник не мора нужно да дизајнира нешто посебно; он ће пре да врши истраживање с циљем да развије нове технологије и нове практичне методе. Када наука укључује недодирљиве аспекте стварности, назива се природна филозофија.
У класичној антици није било правог аналогног занимања модерном научнику. Уместо тога, филозофи су се бавили филозофским проучавањем природе под називом природна филозофија, претеча природних наука. Иако је Талес (око 624-545. п. н. е.) вероватно био први научник који је описао како се космички догађаји могу посматрати као природни, а не нужно узроковани боговима, тек у 19. веку термин научник је ушао у редовну употребу након што га је сковао теолог, филозоф и историчар науке Вилијам Вевел 1833.

## Опис
Наука и технологија су континуирано мењали постојање човека кроз процес инжењеринга. Као професија, научник је данас широко признат. Научници укључују теоретичаре који углавном развијају моделе да би објаснили постојеће податке и предвидели нове резултате, експериментичаре који углавном тестирају моделе правећи мерења — иако је у пракси подела између ове две активности јасно разликована, и многи научници обављају оба задатка.
Математика је често груписана међу науке. Неки од највећих физичара такође су били креативни математичари. Постоји континуум од највећих теоретичара до највише емпиријских научника без јасних граница. С аспекта личности, интересовања, обучености професионалне активности, постоји мала разлика између примењених математичара и теоретичара физике.
Научници могу бити мотивисани на неколико начина. Многи имају жељу за разумевањем зашто је свет такав каквим га видимо и како је постао такав. Они показују јаку радозналост за стварношћу. Друге мотивације су признање од њихових вршњака и престиж, или жеља да примене научно знање за корист здравља људи, нација, света, природе или индустрије (академски научник и индустријски научник).

## Историја
Улоге „научника“, и њихових претходника пре појаве савремених научних дисциплина, су током времена знатно еволуирале. Научници различитих епоха (а пре њих, природни филозофи, математичари, историчари природе, природни теолози, инжењери и други који су допринели развоју науке) имали су веома различита места у друштву, а друштвене норме, етичке вредности и епистемичке врлине повезане са научницима — и које се од њих очекују — такође су се временом мењале. Сходно томе, многе различите историјске личности могу се идентификовати као рани научници, у зависности од тога које карактеристике модерне науке се сматрају битним.
Неки историчари указују на научну револуцију која је започела у 16. веку као на период развоја науке у препознатљиво модерном облику. Тек у 19. веку дошло је до довољних социоекономских промена да би научници постали главна професија.

### Ренесанса
Током ренесансе, Италијани су дали значајан допринос у науци. Леонардо да Винчи је направио значајна открића у палеонтологији и анатомији. Отац модерне науке, Галилео Галилеј, направио је кључна побољшања на термометру и телескопу који су му омогућили да посматра и јасно опише Сунчев систем. Декарт није био само пионир аналитичке геометрије, већ је формулисао теорију механике и напредне идеје о пореклу кретања и перцепције животиња. Вид је заинтересовао физичаре Јанга и Хелмхолца, који су такође проучавали оптику, слух и музику. Њутн је проширио Декартову математику изумевши рачун (у исто време када и Лајбниц). Дао је свеобухватну формулацију класичне механике и истраживао светлост и оптику. Фурије је основао нову грану математике — бесконачне, периодичне серије — проучавао је топлотни ток и инфрацрвено зрачење и открио ефекат стаклене баште. Ђироламо Кардано, Блез Паскал, Пјер де Ферма, Фон Нојман, Тјуринг, Кинчин, Марков и Винер, сви математичари, дали су велики допринос науци и теорији вероватноће, укључујући идеје у основи рачунара и неке од основа статистичке механике и квантне механике. Многи математички настројени научници, укључујући Галилеја, такође су били музичари.
У медицини и биологији постоји много убедљивих прича, као што је развој идеја о циркулацији крви од Галена до Харвија. Неки научници и историчари приписују хришћанству да је допринео успону научне револуције.

### Доба просветитељства
Током доба просветитељства, Луиђи Галвани, пионир биоелектромагнетике, открио је животињски електрицитет. Он је открио да наелектрисање примењено на кичмену мождину жабе може изазвати грчеве мишића у целом њеном телу. Набоји би могли да натерају жабље ноге да скачу чак и ако ноге више нису причвршћене за жабу. Док је секао жабљи крак, Галванијев челични скалпел је додирнуо месингану куку која је држала ногу у месту. Нога се трзала. Даљи експерименти су потврдили овај ефекат, а Галвани је био уверен да види ефекте онога што је назвао животињским електрицитетом, животном снагом у мишићима жабе. На Универзитету у Павији, Галванијев колега Алесандро Волта успео је да репродукује резултате, али је био скептичан према Галванијевом објашњењу.
Лазаро Спаланзани је једна од најутицајнијих личности у експерименталној физиологији и природним наукама. Његова истраживања су извршила трајан утицај на медицинске науке. Дао је значајан допринос експерименталном проучавању телесних функција и репродукције животиња.
Франческо Реди је открио да микроорганизми могу изазвати болест.

### 19. век
Све до касног 19. или раног 20. века, научници су се још увек називали „природним филозофима“ или „људима науке“.
Енглески филозоф и историчар науке Вилијам Вевел сковао је термин научник 1833. године, а први пут се појавио у штампи у Вевелловој анонимској рецензији Мери Сомервил О повезаности физичких наука из 1834. објављеној у Quarterly Review. Вевел је писао о „све већој склоности раздвајању и распарчавању” у науци; док су се веома специфични термини умножили — хемичар, математичар, природњак — широки термин „филозоф“ више није био задовољавајући да групише оне који су се бавили науком, без упозорења „природног“ или „експерименталног“ филозофа. Вевел је упоредио ове све веће поделе са Сомервиловим циљем да „[пружи] најважнију услугу науци“ „показујући како су се одвојене гране у историји науке ујединиле открићем општих принципа.“ Вевел је известио у својом прегледу да су се чланови Британске асоцијације за унапређење науке на недавним састанцима жалили на недостатак доброг израза за „студенте знања о материјалном свету колективно“. Алудирајући на себе, приметио је да је „неки генијални господин предложио да би, по аналогији са уметником, могли да формирају [реч] научник, и додао да не може бити скрупула у ослобађању од овог појма пошто већ постоје такве речи као економиста, и атеиста — али то уопште није било укусно“.
Вевел је поново озбиљније (и то не анонимно) предложио ту реч у својој Филозофији индуктивних наука из 1840. године:
Завршеци изе (уместо исе), изам и иста примењују се на речи сваког порекла: тако ми морамо да пулверизујемо, колонизујемо, духовитост, паганство, новинар, дуванџија. Стога се могу правити такве речи када су пожељне. Пошто се не може користити physician за практичара физике, назвао сам га физичаром. Веома нам је потребно име да опишемо култиватора науке уопште. Требало би да га назовем научником. Тако бисмо могли рећи да је уметник музичар, сликар или песник, научник је математичар, физичар или природњак.
Он је истовремено је предложио и термин физичар, као пандан француској речи physicien. Ни један ни други термин није стекао широко прихваћеност до више деценија касније; научник је постао уобичајен термин крајем 19. века у Сједињеним Државама и на прелазу из 20. века у Великој Британији. До двадесетог века, модерна представа науке као посебног бренда информација о свету, коју је практиковала посебна група и која је слеђена јединственим методом, у суштини је била успостављена.